# Nachtmerrie

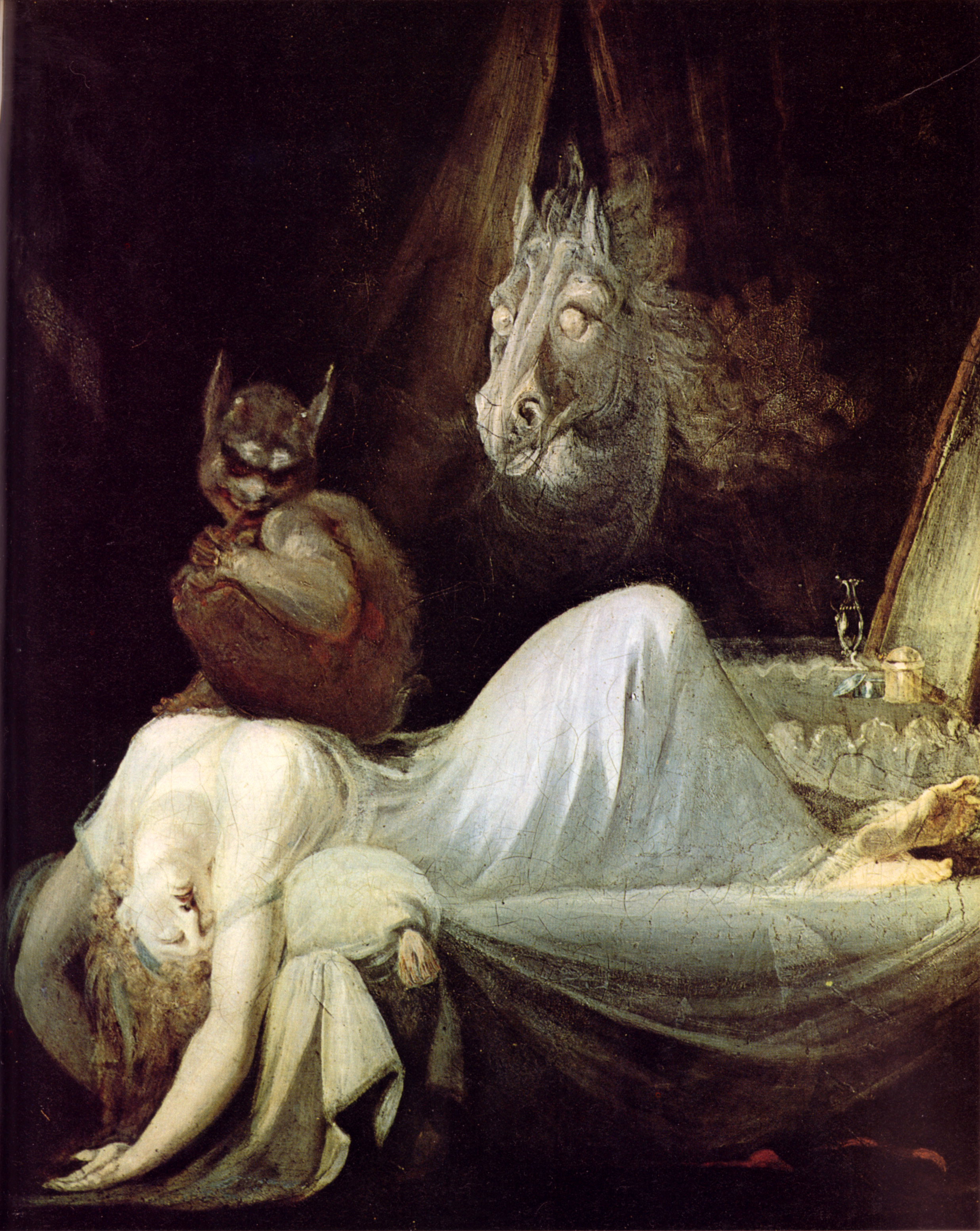
De nachtmerrie, John Henry Fuseli, 1802

Een nachtmerrie is een onaangename droom met een bijzondere intensiteit en met een inhoud die een sterke emotionele reactie oproept, meestal angst, maar ook wanhoop, bezorgdheid en verdriet. Nachtmerries treden gewoonlijk tijdens de remslaap op en kunnen van fysieke bewegingen vergezeld gaan.
Tot ongeveer de achttiende eeuw werden nachtmerries vaak als werk van demonen beschouwd. Die werden verondersteld op de borst te zitten van degene die een nachtmerrie had. Diverse vormen van magie en geestelijk bezit werden ook als oorzaken aangedragen.
In de negentiende eeuw werd met name in Europa verondersteld dat een verkeerd dieet verantwoordelijk kon zijn voor nachtmerries. Tegenwoordig wordt in het algemeen verondersteld dat er fysiologische oorzaken voor nachtmerries zijn, zoals hoge koorts. Tevens kunnen er psychologische redenen zijn, zoals een trauma of stress.
Het zo nu en dan optreden van een nachtmerrie is normaal, maar terugkomende nachtmerries kunnen mensen ertoe bewegen om psychiatrische hulp te zoeken.

## Oorsprong
De oorsprong van het woord nachtmerrie heeft te maken met het oude woord mara, dat boze geest betekent. Mara is een ander woord voor alf of elf. In Duitsland wordt een nachtmerrie Albtraum (elfdroom) genoemd. Er was ook een godin die Mara heette. 's Nachts kon ze zichzelf in een witte merrie met blauwe ogen en een rood koord om de hals veranderen. Op schilderijen is Mara soms ook te zien. Meestal wordt ze dan gevolgd door negen veulens of heeft ze negen hoofden, want negen was vroeger het getal van de duivel.

## Nachtmerrie in verhalen
De nachtmerrie is een veelvoorkomend onderdeel in verhalen. Vaak heeft de nachtmerrie daarbij een voorspellend karakter en werkt spanning verhogend.
In enkele verhalen heeft de nachtmerrie de dood als gevolg. In de Middeleeuwen probeerden de mensen de nachtmerrie te slim af te zijn. Dat deden ze door gerstkorrels rond hun bed te strooien. De merrie had het dan veel te druk met het tellen van die korrels en lette nergens anders meer op. Zie ook het volksverhaal Met de nachtmaar getrouwd.
De Franse striptekenaar Jacques Tardi tekende Het ware verhaal van de onbekende soldaat, een nachtmerrieachtig stripverhaal over de laatste minuten van een stervende soldaat in de loopgraven.
Deze strip maakte hij, op het einde na, door te improviseren om hiermee het van de hak op de tak-karakter van de droom na te bootsen.
In het kinderboek De GVR van Roald Dahl blaast de GVR een nachtmerrie naar binnen bij de koningin van Groot-Brittannië om haar te laten dromen dat de andere reuzen mensen eten. Zo laat hij de koningin weten dat dit ook in het echt gebeurt, zodat de reuzen worden uitgeschakeld.

## Voorkomen
Volgens een onderzoek van de British Cheese Board is het mogelijk gedeeltelijk een nachtmerrie te voorkomen. Dit kan door veel kaas te eten. In kaas zit het aminozuur tryptofaan dat kalmerend werkt. Gezien het gekleurde karakter van dit onderzoek, alsook de magere wetenschappelijke validiteit, kan deze wijsheid als onzin worden beschouwd.

## Folklore en bijgeloof
- Frau Trude was in een deel van Duitsland de naam voor een nachtgeest die de nachtmerries veroorzaakte. Zie ook het sprookje Vrouw Trui.
- Ook Perchta brengt nachtmerries.
- Vrouw Holle wordt soms als koningin van de kabouters of alven (zie ook elfen) genoemd.
- Morrigan is koningin van de maren en wordt in verband gebracht met een nachtmerrie en een spook, zie ook Lilith en Lamia.
- Kikimora verstoort de nachtrust van kinderen als dingen niet goed onderhouden worden.
- Er kan een slametan gehouden worden om de kwalijke gevolgen van een nachtmerrie te voorkomen.
- De Yuki Onna dringen binnen in huizen van mensen om ze in hun slaap te doden

## Galerij

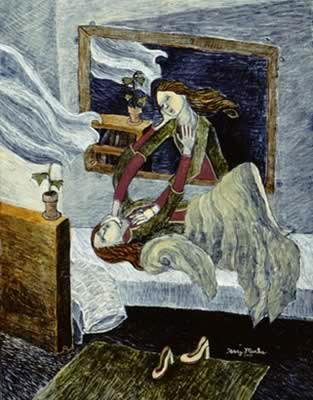
Nightmare in a Mirror, Terry Marks
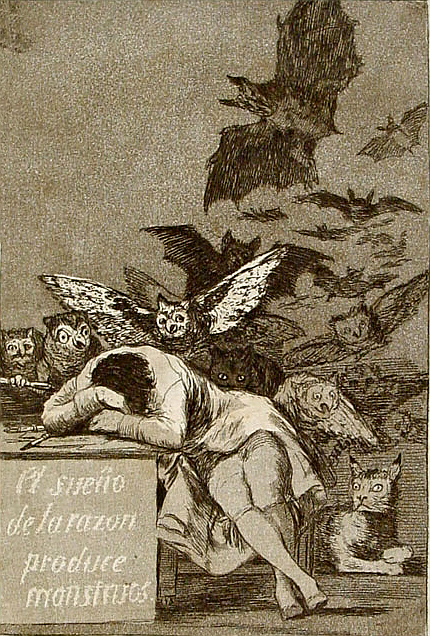
El sueño de la razón produce monstruos, Francisco Goya
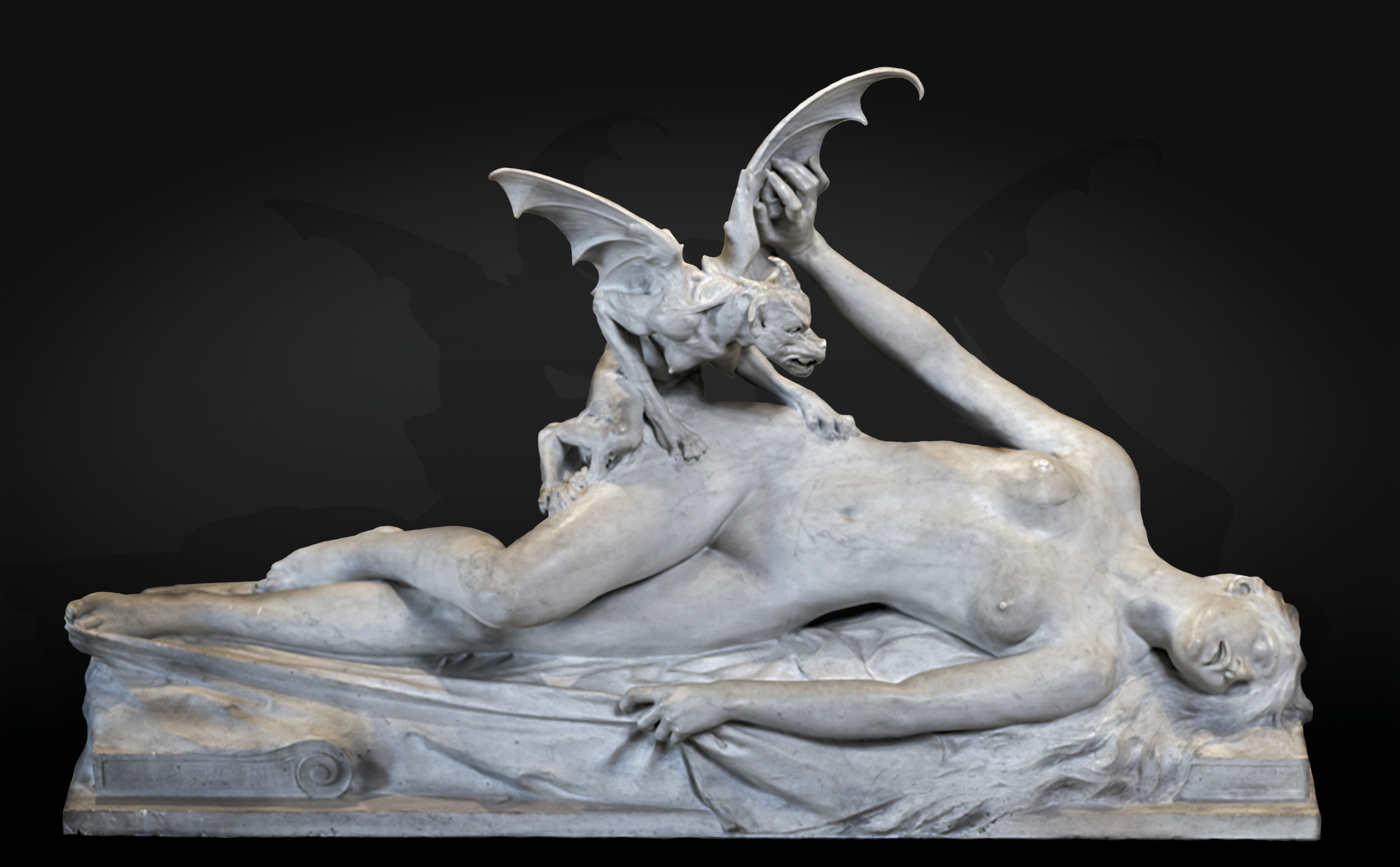
Le cauchemar, Eugène Thivier
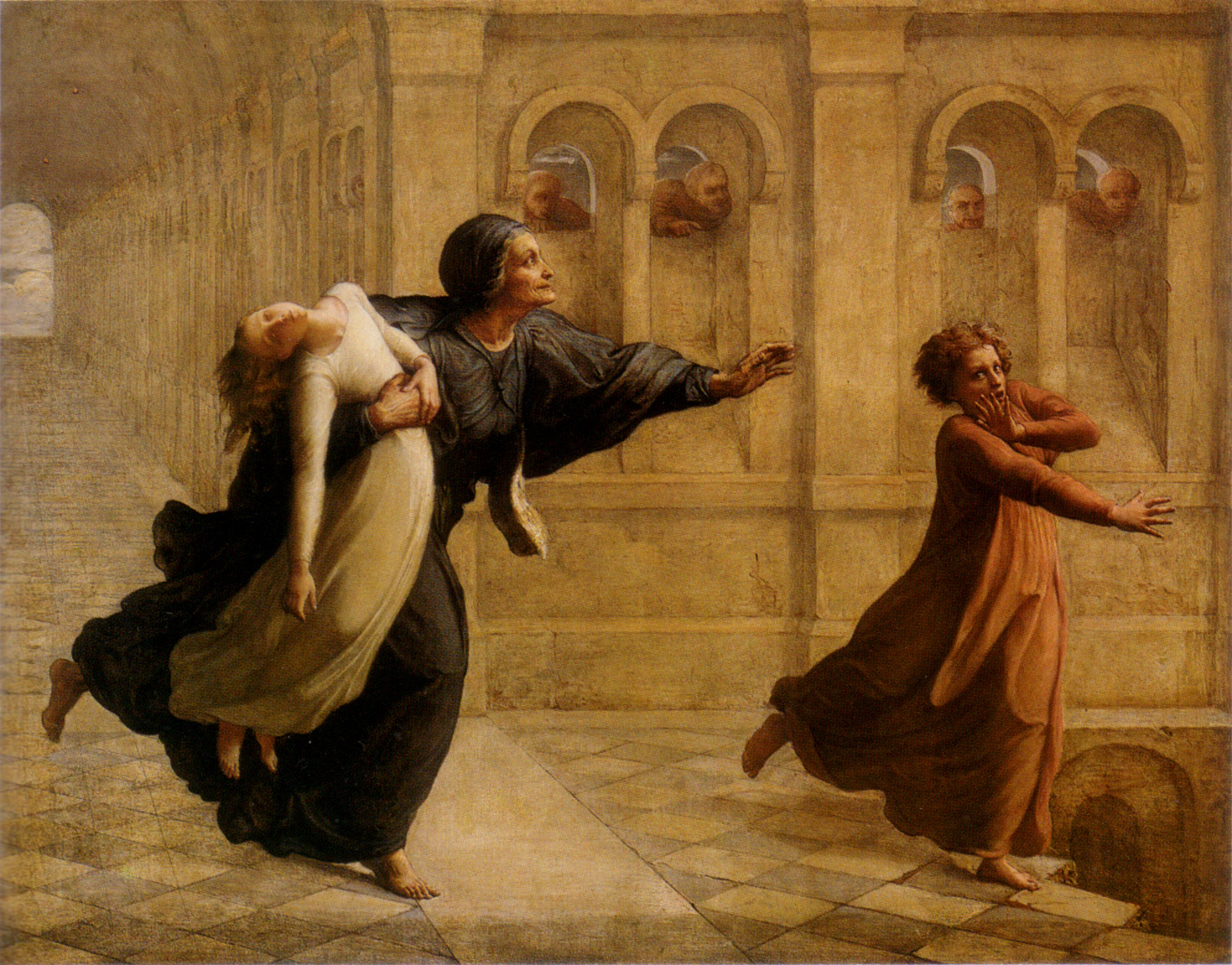
Poème de l'âme (8): Cauchemar, Louis Janmot
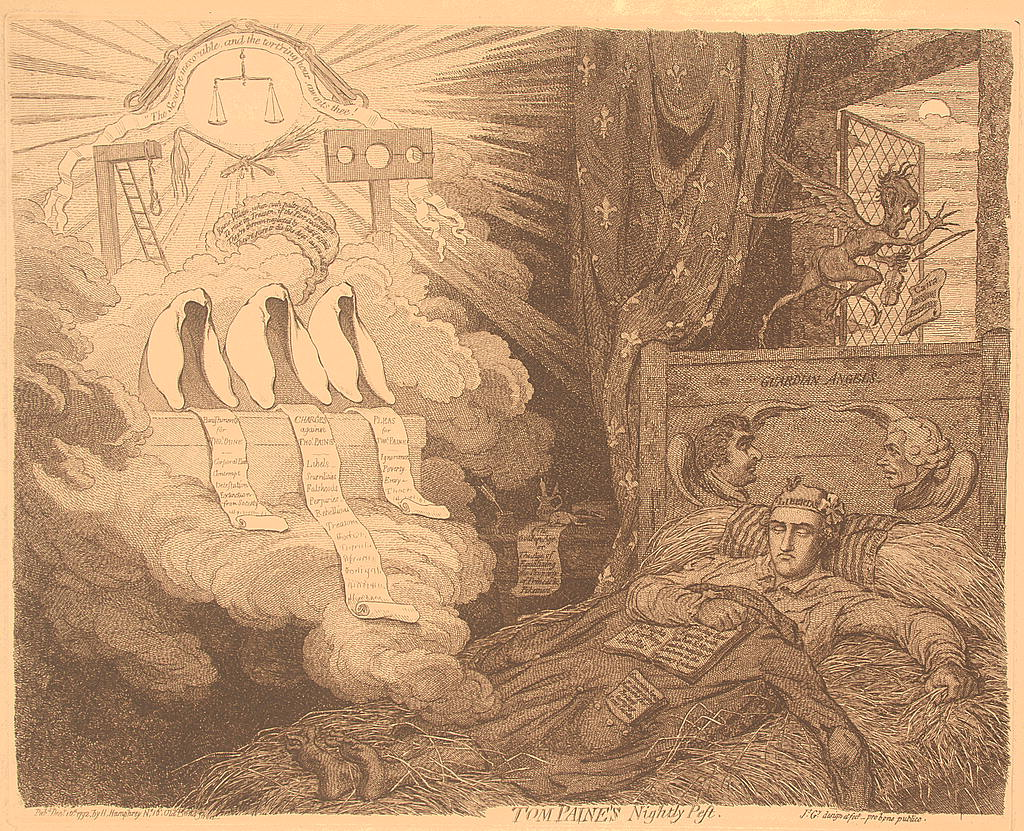
Thomas Paine's nightly pest
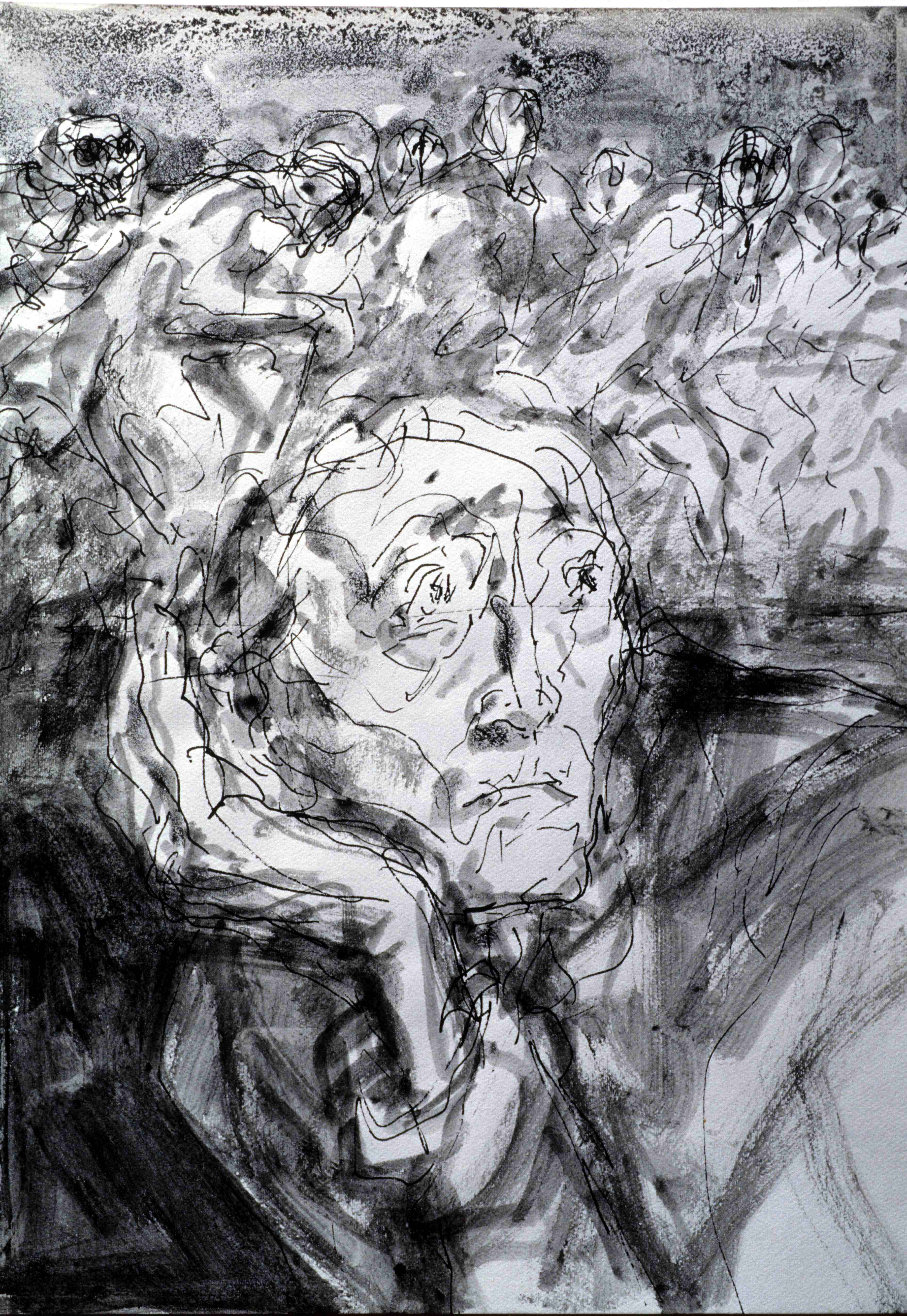
Nightmare, Gunter Böhmer
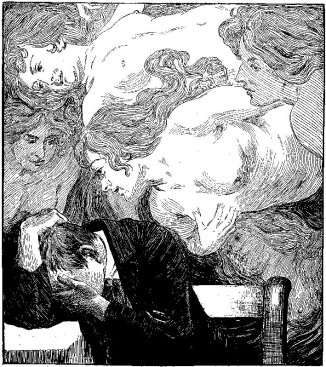
Stürmen und Drängen, Franz Müller-Münster
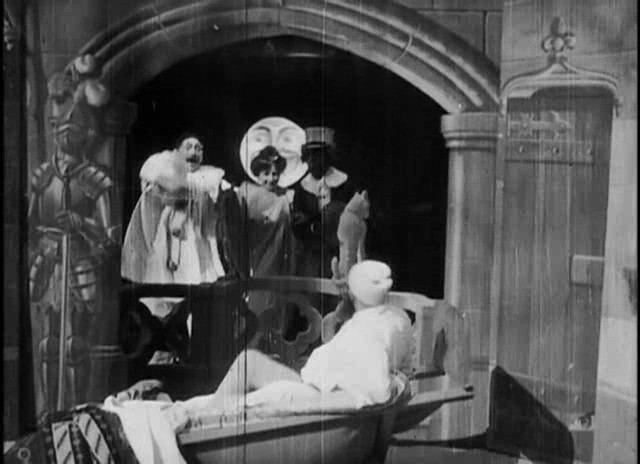
Le cauchemar, 1896, Georges Méliès
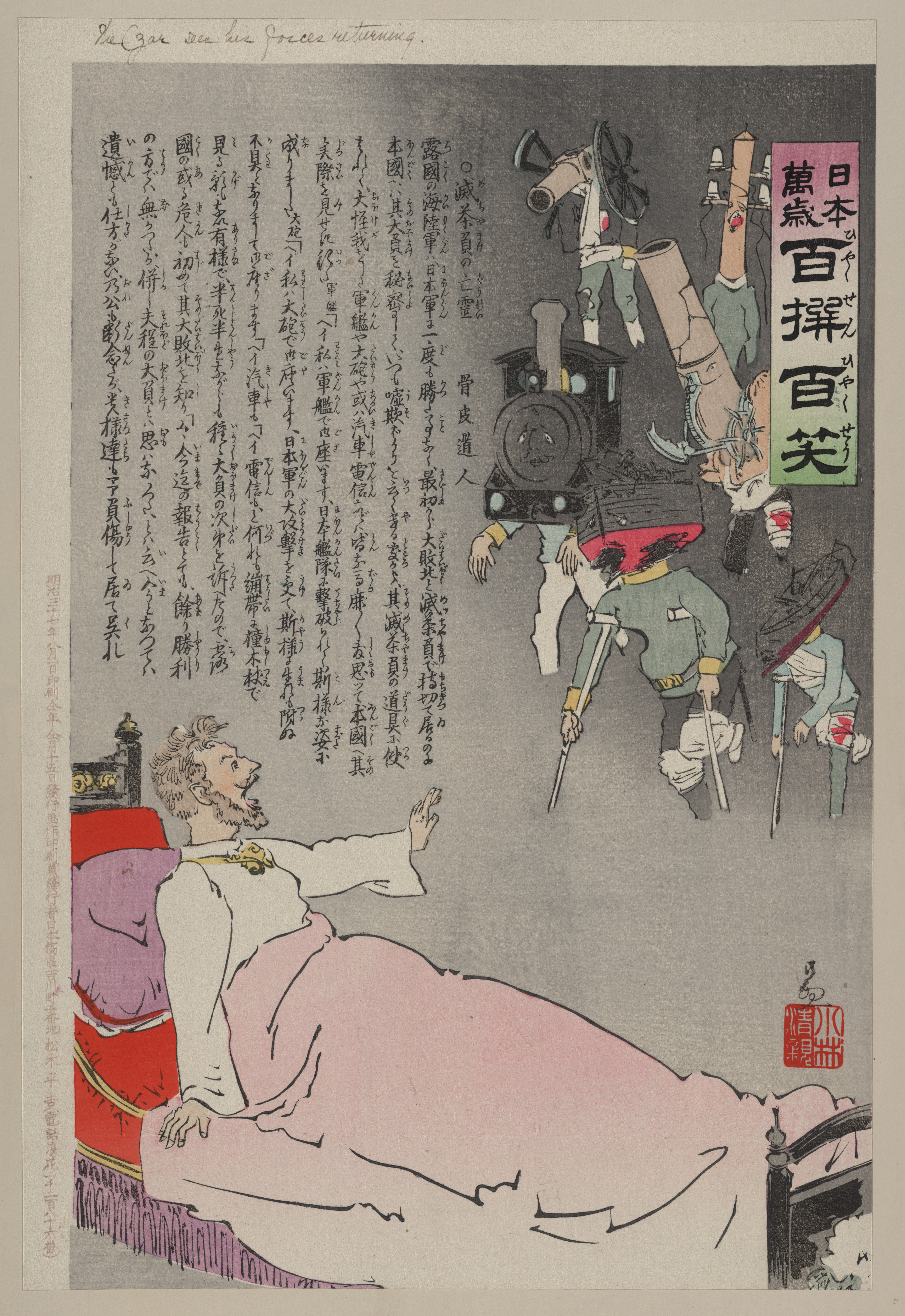
Nicolaas II van Rusland wordt wakker uit zijn nachtmerrie, Kobayashi Kiyochika
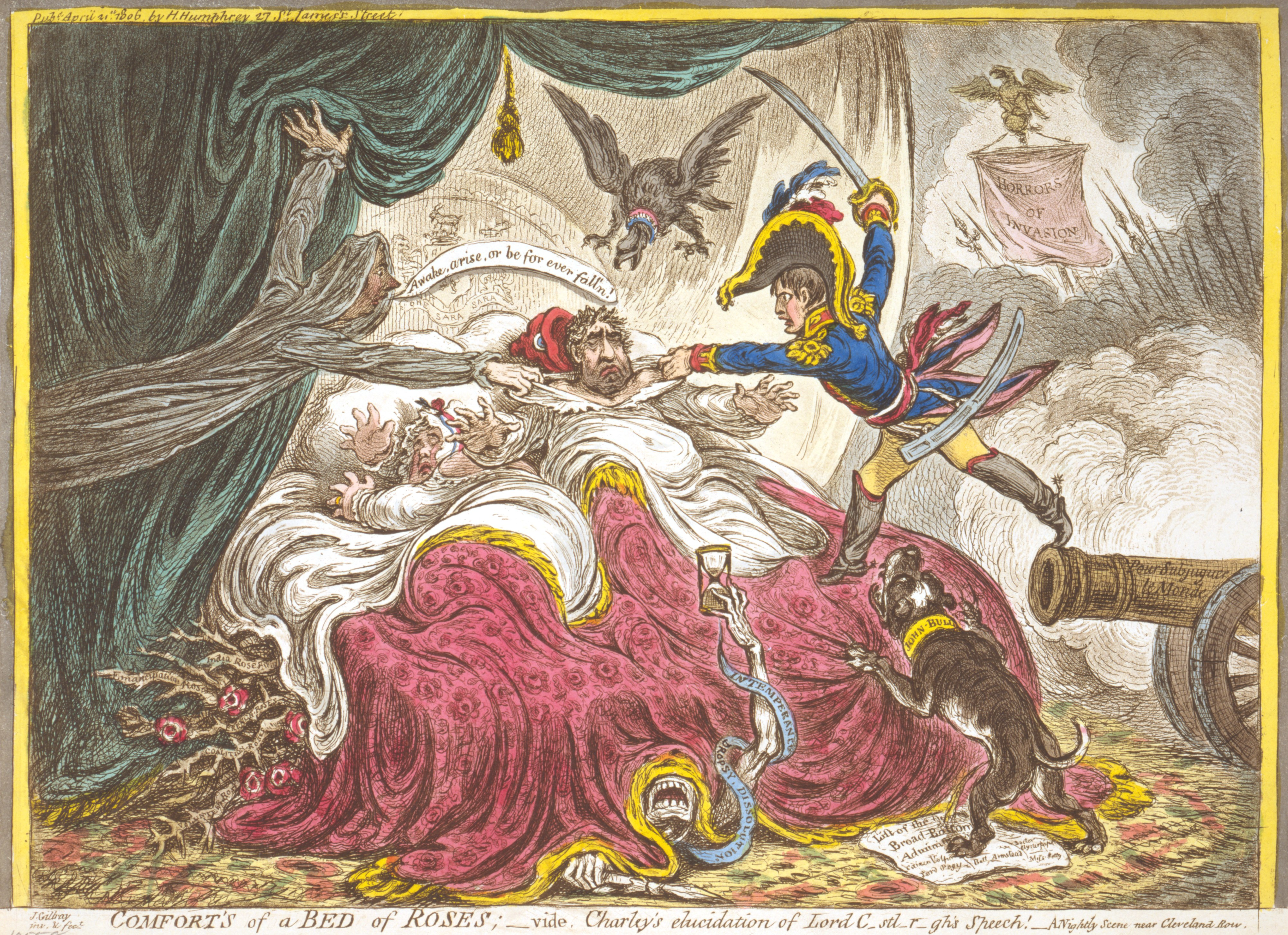
Comforts of a Bed of Roses, James Gillray
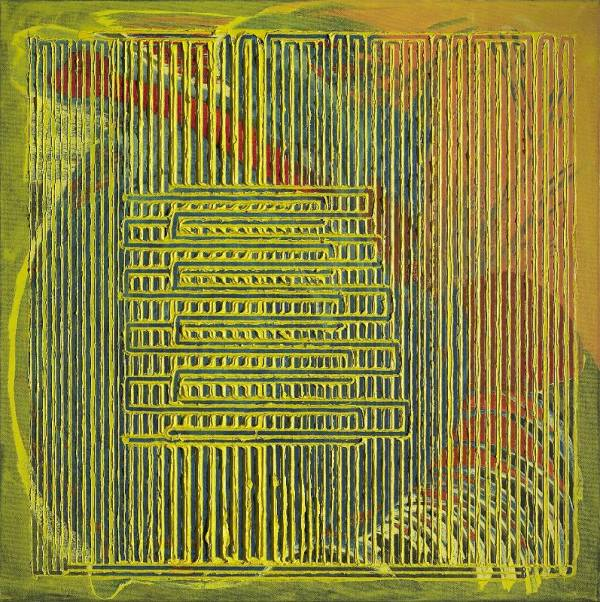
Supermanns Albtraum, Michael Steiner
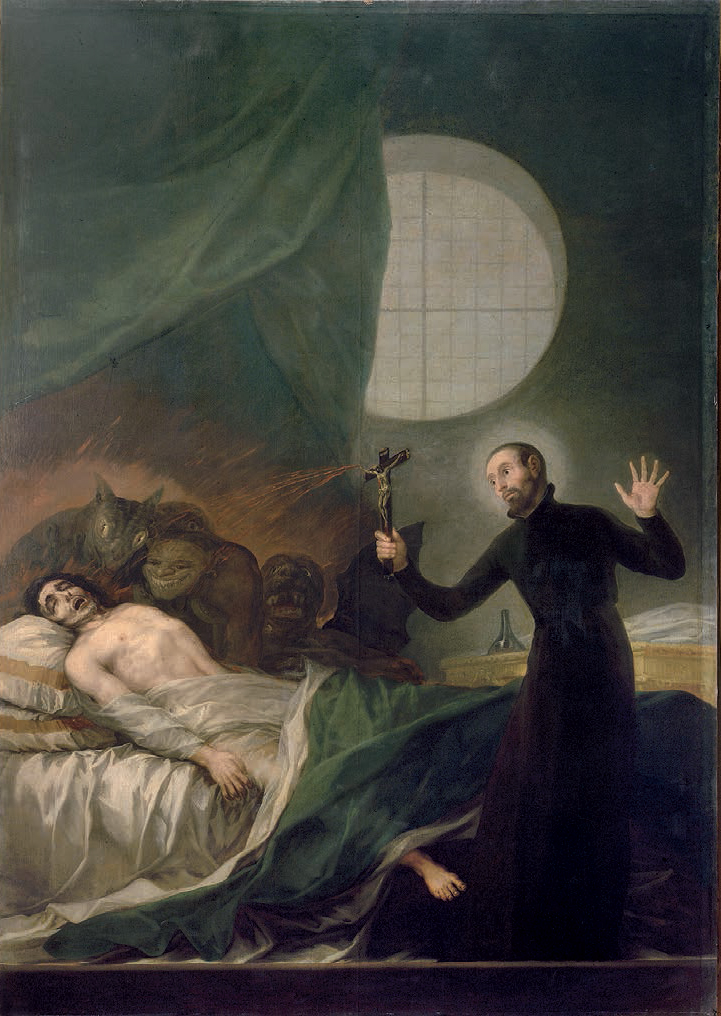
Exorcisme, Francisco de Goya
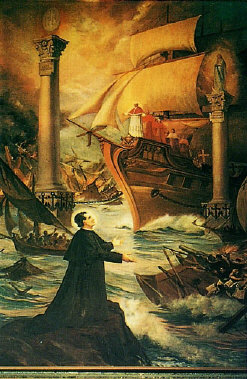
De dromen van Giovanni Bosco
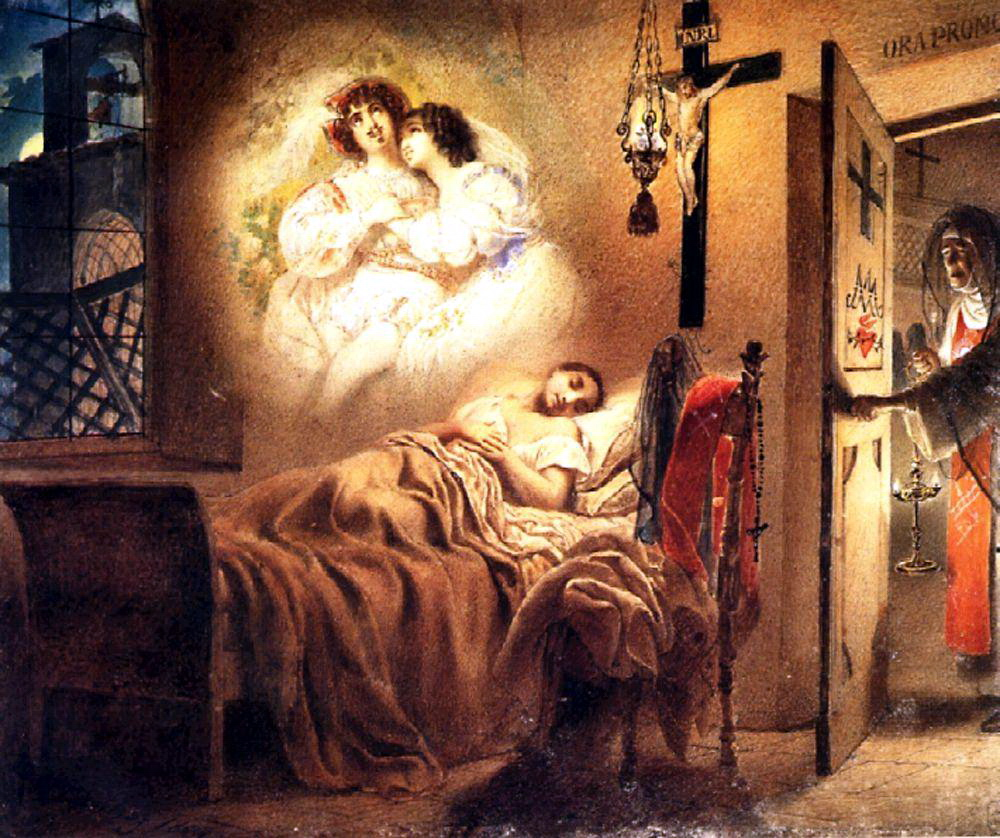
Droom van een non van Karl Brjoellov
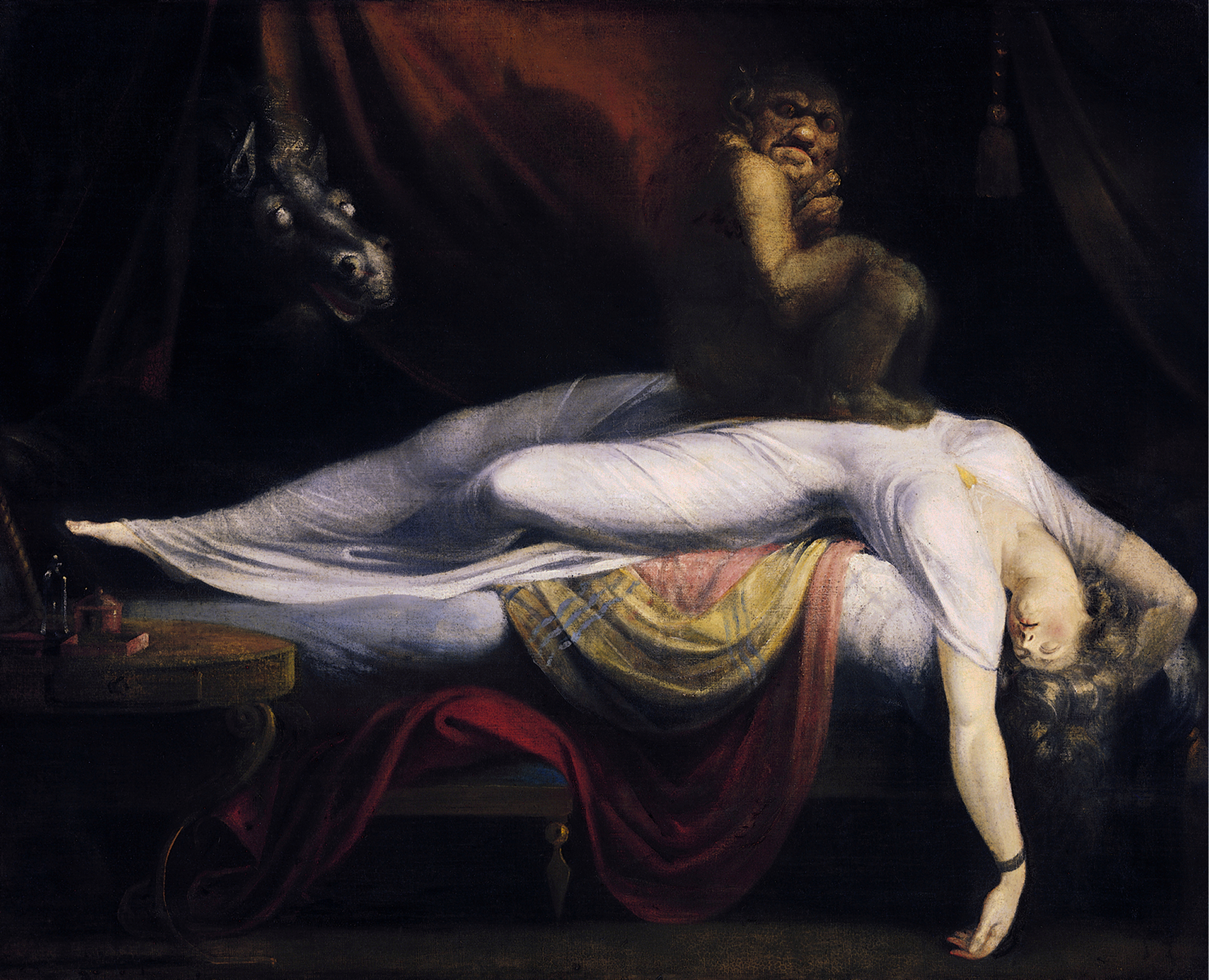
De nachtmerrie van John Henry Fuseli, 1781